# Dvar
Dvar — російський музичний проект у жанрах дарквейв та лайтвейв. Випускав альбоми з 1995 до 2012 року.
Dvar — суто студійний проект. Гурт не дає концертів, учасники гурту анонімні, не з'являються на публіці, не публікують своїх імен та фотографій. Замість їхніх осіб у буклетах альбомів Zii та Fayah! фігурують картинки із трьома мультяшними антропоморфними бджолами. Учасники Dvar дають інтерв'ю лише електронною поштою.

## Історія
Всі пісні Dvar виконуються вигаданою мовою. За заявою самих учасників, тексти та музика не вигадуються ними, а повідомляються якоюсь Сутністю на ім'я Dvar. У ранній період про групу ходило безліч легенд в Інтернеті. Так, перший альбом Dvar Raii, виданий на касеті, за легендою, негативно впливав на слухачів, про що розповів Shadow Angel, творець першої неофіційної сторінки групи. Через анонімність та містичні легенди Dvar часто порівнювали з проектом Sopor Aeternus .
В оформленні альбому Madegirah, який є збіркою ранніх записів групи, був використаний малюнок ЖЖ-користувача Хори, який у 2009 році дав інтерв'ю для журналу «Рок-Оракул».
У пізній період Dvar почали виконувати більш легку та позитивну музику. Цей жанр вони назвали «Лайтвейв» (Lightwave) — така назва була придумана після виходу другого студійного альбому «Roah» на лейблі Irond. Також в інтернеті фігурували такі жанри, як мультиплікаційний мінімалізм, 8-бітний індирок та інші. Альбоми Zii та Fayah! були оформлені художницею Ганною «Lumbricus» Сучковою)
Новий альбом Dvar «Deii» вийшов у форматі MP3 (320 кбіт/с) у додатку до листопадового номеру журналу «Світ Фантастики». Фізичний реліз відбувся у грудні 2012 року. В оформленні альбому було використано роботу Лукаса Кранаха-Старшого «Венера і Амур, що вкрав мед». Після цього група рідко проявляла будь-яку активність протягом 10 років. Лише під кінець 2021 році був випущений сингл «N'aharii» та анонсований вихід нового альбому. Аналізуючи вищезгаданий сингл, альбом повинен був  відповідати стилю фентезійної неокласики, навповненим хорами, фірмовими звуками Dvar та глибокою атмосферою тривоги та меланхолії. 
Другого березня 2022 року був випущений альбом «Metah», який поширюється на офіційному Bandcamp групи. Альбом вийшов у цифрому форматі, у майбутньому також запланований реліз фізичного носія.

## Дискографія
- 1995 — Dvar (демо, самвидав)
- 1997 — Raii (демо, самвидав)
- 2000 — Taai Liira (демо, самвидав)
- 2000 — Taai Liira (демо, Russian Gothic Project)
- 2002 — Piirrah (SPKR/Radio Luxor)
- 2003 — Rakhilim (Monopoly Records)
- 2003 — Roah (Irond)
- 2004 — Rakhilim (Irond)
- 2004 — Taai Liira (Irond)
- 2005 — Hor Hor (Irond)
- 2005 — Madegirah (Early Works) (непідтверджене видання: точно не відомо, чи існував такий альбом (альбом був опублікований у 2020 році)[6][7])
- 2005 — Oramah Maalhur (Irond)
- 2007 — Jraah Mraah (Gravitator)
- 2008 — Zii (Art Music Group)
- 2008 — Dvar vs Caprice (Гноми проти Ельфів) (Stereo & Video Compilation)
- 2008 — Highlights of Lightwave, vol.1 (Art Music Group)
- 2008 — Highlights of Lightwave, vol.2 (Art Music Group)
- 2009 — Fayah! (Art Music Group)
- 2009 — Madegirah (Bizzare Rares & Early Works) (Shadowplay Records)
- 2009 — Piirrah / Taai Liira (Shadowplay Records)
- 2010 — El Mariil (ShadowPlay records)
- 2010 — Жрах Мрах (кириличне перевидання альбому Jraah Mraah, Shadowplay Records)
- 2011 — The best of 2005—2010 (компіляція в журналі " Світ фантастики ")
- 2011 — Elah (не видана раніше робота часів Oramah Maalhur, доступна для безкоштовного скачування на Monopoly Records [Архівовано 5 березня 2022 у Wayback Machine.])
- 2012 — Elah — вебреліз, доповнений чотирма бонусними треками, доступний на Bandcamp [Архівовано 7 березня 2022 у Wayback Machine.]
- 2012 — Deii (Shadowplay Records) — доступний на bandcamp, а також у форматі mp3 на DVD-додатку до листопадового номеру журналу «Світ фантастики». На CD альбом видано 19 грудня 2012 року.

### Рецензії
- Журнал "Світ Фантастики" — На альбом Jraah Mraah [Архівовано 3 травня 2015 у Wayback Machine.]
- Журнал "Мир Фантастики" — На альбом Zii [Архівовано 16 жовтня 2014 у Wayback Machine.]
- Журнал "Світ Фантастики" — На альбом Fayah! [Архівовано 11 листопада 2021 у Wayback Machine.]